# 國家古樂合奏團
國家古樂合奏團（Le Concert des Nations）是一个專用当代乐器演奏的管弦乐队，能够演奏从巴洛克到浪漫主义，即1600年－1900年期間的管弦乐曲目。该乐团由約迪·薩瓦爾成立于1989年。樂團的組成多元，音乐家主要来自拉丁美洲国家（西班牙、南美、意大利、葡萄牙、法国等）。國家古樂合奏團的名称取自庫普蘭的同名作品，意即“品味”的集合，并带有启蒙时代的印记。國家古樂合奏團是加泰罗尼亚音乐宫的駐館團體。